# 尼皮安聯邦選區
尼皮安是加拿大安大略省的一个联邦选区，于1988年至1997年期间在加拿大下议院拥有代表席位，并在2012年选举重新分配期间恢复。

## 選區歷史
該選區最初由1987年由尼皮安—卡爾頓選區分裂出來。選區範圍為整個尼皮安市。
该選區于1996年被废除，並被劃進尼皮安—卡爾頓選區和渥太華西—尼皮安選區內。

### 2012年聯邦選區重劃

尼皮安選區地圖（2015年至2025年）

2012 年，加拿大选举局再次成立尼皮安選區，並在2015年聯邦大選中首次選出議員。 
整個新版尼皮安選區都是由原尼皮安—卡爾頓選區劃出。

### 2022年聯邦選區重劃
2022年聯邦選區重劃將該選區一個大致郊外的區域（貝爾角（Bells Corners）以南、416號公路以西和巴恩斯代尔路以南）被重新分配给卡尔顿选区。  而貝爾角的市區部分（416号公路以西和 狩獵會道西以北）則被授予新的坎納塔 (Kanata)選區。
為了將選區邊界簡化，该选区也被授予了渥太華西—尼皮安選區的一部份（Merivale路以東的部分）。
新的邊界將於2025年聯邦選舉中生效。

## 邊界
加拿大选举局对尼皮安選區的邊界正式描述如下：
從列治文道與417號公路交界開始；然后沿上述公路向西南至馬志路 (March Road)為止；然后沿該路和伊高臣路 (Eagleson Road) 向東南至羅拔臣道為止；然后沿上述道路向东北至哈勞道（Haanel Drive）為止；然后沿东南直线行驶至狩獵會道西與列治文道交叉口；然后沿列治文道向南行驶至希望侧路 (Hope Side Road)；然后沿上述公路向西南行驶至伊高臣路；然后沿上述公路向东南行驶至布罗菲道 (Brophy Drive) ；然后沿上述道路向东北行驶、班克菲尔德路及其东北方向的产出路至麗都河（長島西侧）；然后沿上述河流向西北和大致向北（长岛西侧和尼高斯島）至狩獵會西路；然后沿上述道路向西、向西北和向西南行驶至梅利惠路；然后沿上述公路向西北行驶至加拿大国家铁路；然后向西沿所述铁路行驶至列治文道；然后向北沿所述道路回到起点。

## 人口數據
尼皮安選區民眾的宗教信仰 (2021年, 按照2013年邊界統計)
引自2021 年加拿大人口普查
族裔：白人56.0%、南亚裔9.1%、華裔7.8%、阿拉伯裔7.5%、黑人6.9%、原住民3.1%、东南亚裔2.1%、菲律宾裔2.0%、拉美裔1.6%、西亚人1.2%
语言： 58.8% 英语、5.9% 法语、5.1% 阿拉伯语、4.0% 普通话、1.5% 粤语、1.4% 西班牙语、1.1% 越南语、1.1% 旁遮普语
宗教： 49.5% 基督教徒（27.5% 天主教、3.7% 聖公會、3.2% 聯合教會、2.2% 東正教、1.5% 靈恩派、11.8% 其他宗派）、12.5% 穆斯林、3.4% 印度教徒、1.7% 佛教徒、1.4% 犹太教徒、1.3% 锡克教徒、0.6% 其他教徒、29.3% 无宗教信仰者
中位收入： 50,400 加元（2020 年）
平均收入： 62,200 加元（2020 年）

## 歷屆議員
| 國會屆次                                         | 年份                        | 眾議院議員                  | 眾議院議員                  | 所屬政黨                    |
| 從尼皮安—卡爾頓選區分拆而成                      | 從尼皮安—卡爾頓選區分拆而成 | 從尼皮安—卡爾頓選區分拆而成 | 從尼皮安—卡爾頓選區分拆而成 | 從尼皮安—卡爾頓選區分拆而成 |
| ------------------------------------------------ | --------------------------- | --------------------------- | --------------------------- | --------------------------- |
| 第34屆                                           | 1988年-1993年               |                             | Beryl Gaffney               | 自由黨                      |
| 第35屆                                           | 1993年-1997年               |                             | Beryl Gaffney               | 自由黨                      |
| 選區被併入尼皮安-卡爾頓選區和渥太華西—尼皮安選區 |                             |                             |                             |                             |
| 從尼皮安—卡爾頓選區分拆而成                      |                             |                             |                             |                             |
| 第42屆                                           | 2015年-2019年               |                             | Chandra Arya（阿里亞）      | 自由黨                      |
| 第43屆                                           | 2019年-2021年               |                             | Chandra Arya（阿里亞）      | 自由黨                      |
| 第44屆                                           | 2021年-2025年               |                             | Chandra Arya（阿里亞）      | 自由黨                      |